# Hanns Laengenfelder
Hanns Laengenfelder (* 8. Februar 1903 in Nürnberg; † 18. Juli 1982 ebenda) war ein deutscher Generalmajor im Zweiten Weltkrieg.

## Leben
Laengenfelder trat am 1. April 1923 als Fahnenjunker in das 21. (Bayerisches) Infanterie-Regiment der Reichswehr ein. Dort avancierte er bis 1. April 1935 zum Hauptmann. Von September 1935 bis Sommer 1937 besuchte Laengenfelder die Kriegsakademie. Am 1. Oktober 1937 wurde er zum Chef der 12. Kompanie des Infanterie-Regiments 86 ernannt. Danach fungierte Laengenfelder nach dem Beginn des Zweiten Weltkriegs ab 1. November 1939 als Transportkommandant von München. Anschließend war er vom 1. Juli 1940 bis Ende Dezember des gleichen Jahres Erster Generalstabsoffizier in der Wehrmacht-Verkehrsdirektion von Paris. Hier wurde Laengenfelder am 1. August 1940 zum Major befördert. Vom 1. Januar bis Ende November 1941 hatte er die Funktion des Zweiten Generalstabsoffiziers im Divisionsstab der 31. Infanterie-Division inne. Die Division zog im Rahmen des Ostfeldzuges über Brest-Litowsk nach Roslawl-Smolensk und Kaluga.
Am 1. Dezember 1941 wurde Laengenfelder zum Kommandeur des I. Bataillons im Infanterie-Regiment 106 ernannt und am 1. November 1942 zum Oberstleutnant befördert. Einen Monat später, zum 1. Dezember 1942, folgte seine Ernennung zum Kommandeur des Grenadier-Regiments 106, dass durch Umbenennung aus dem Infanterie-Regiment 106 hervorgegangen war. Das Regiment stand unter anderem bei den Kämpfen am Donez und Dnepr. Für seine Führungsleistung erhielt Laengenfelder am 31. Oktober 1943 das Ritterkreuz des Eisernen Kreuzes und wurde am 1. November 1943 zum Oberst befördert.
Sein Regiment gab Laengenfelder Anfang Januar 1944 ab und trat am 7. Januar 1944 in die Führerreserve über. Nach dem Besuch eines Divisionslehrganges in Hirschberg, der vom 8. September bis 7. Oktober 1944 erfolgte, wurde Laengenfelder am 17. Oktober 1944 zum Kommandeur der 15. Infanterie-Division ernannt. Die Division lag zu diesem Zeitpunkt in Ungarn und zog sich die letzten Kriegsmonate Richtung Prag zurück. Am 1. Januar 1945 wurde Laengenfelder zum Generalmajor befördert. Am 30. April 1945 erhielt er das Eichenlaub zum Ritterkreuz des Eisernen Kreuzes.
Am 10. Mai 1945 kam Laengenfelder in sowjetische Kriegsgefangenschaft, aus der er im Oktober 1955 entlassen wurde.